# Korina Janež
Korina Lara Janež, slovenska nogometašica, * 25. februar 2004.
Leta 2022 je podpisala dveletno pogodbo s nemške klubom RB Leipzig. Pred tem je igrala za Radomlje ter za Krim v Slovenski ligi.
Z 32 zadetki je bila najboljša strelka Liga Deklet U17 v sezoni 2020/21.
Od leta 2020 je članica Slovenske ženske nogometne reprezentance.